# Lachenalia latimerae
Lachenalia latimerae är en sparrisväxtart som beskrevs av Winsome Fanny 'Buddy' Barker. Lachenalia latimerae ingår i släktet Lachenalia och familjen sparrisväxter. Inga underarter finns listade i Catalogue of Life.